# Johann I. (Portugal)

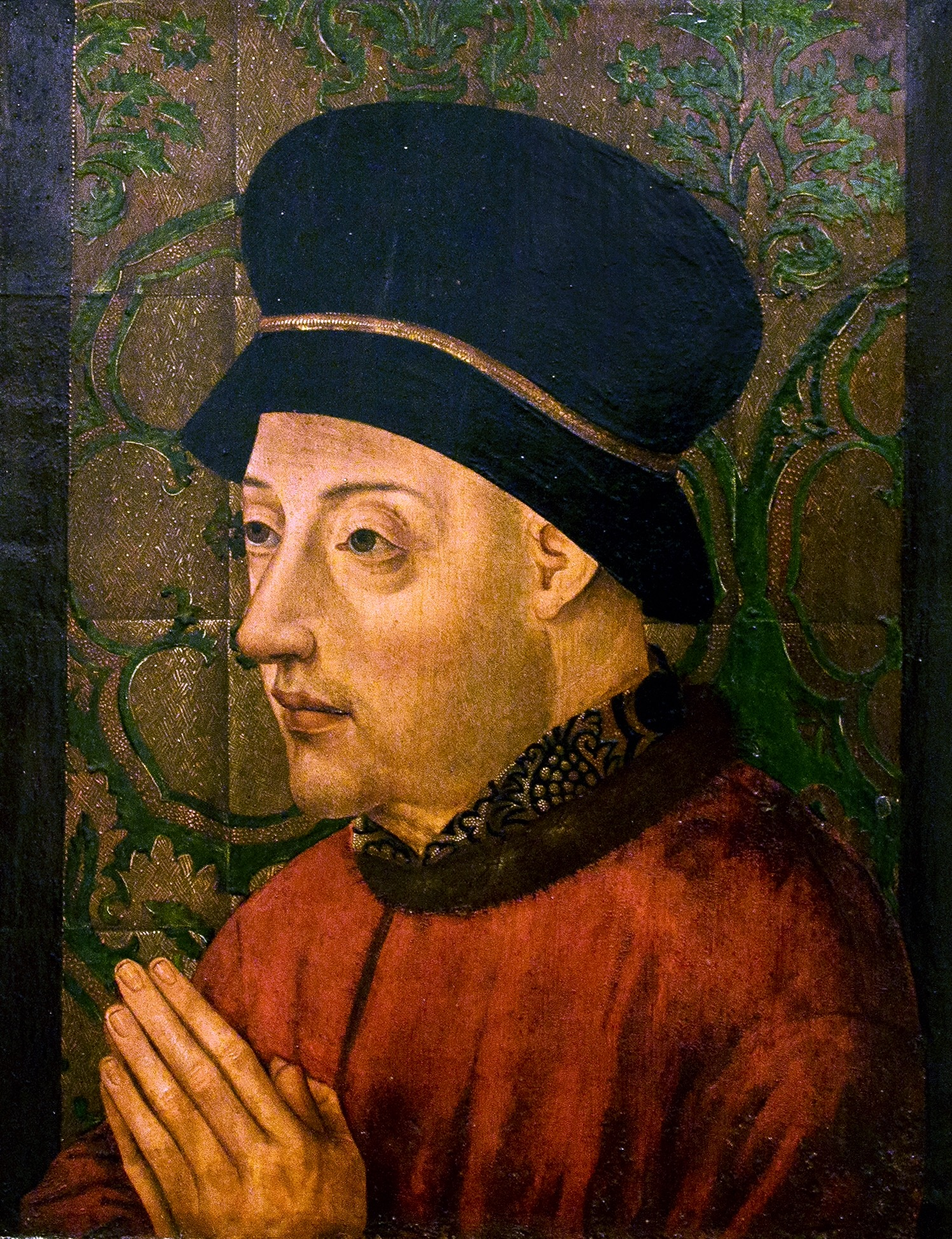
König Johann I. von Portugal

Johann I. KG (Dom João I; * 11. April 1357 in Lissabon; † 14. August 1433 ebenda) war der zehnte König von Portugal und der erste aus dem Hause Avis. Er regierte von 1385 bis 1433.

## Leben
Johann I. war Sohn von Peter I. und dessen Geliebter Teresa Lourenço. Vor seiner Thronbesteigung wurde er Johann von Avis beziehungsweise Meister von Avis genannt.
Bereits im Alter von sechs Jahren wurde er 1363 zum Großmeister des Ritterordens von Avis ernannt, da er als nichteheliches Kind keine Anwartschaften auf den Thron geltend machen konnte, so aber „wirtschaftlich“ versorgt war.
Im Jahr 1367 starb Peter I. Die Nachfolge trat sein Sohn Ferdinand I. an. Dieser starb 1383 ohne männlichen Erben. Damit war die direkte männliche Linie des Hauses der Burgunderherrscher in Portugal erloschen. Über Ferdinands Erbtochter Beatrix, die mit König Johann I. von Kastilien verheiratet war, wäre Portugal im Wege der Erbfolge an die kastilische Krone gefallen.
Zunächst übernahm Ferdinands Witwe Leonore Teles de Menezes zusammen mit ihrem Liebhaber Juan Fernandez de Andeiro kurzzeitig die Macht. Sie war allerdings im Volk, auch wegen ihrer pro-kastilischen Haltung, äußerst unbeliebt. Eine Mehrheit der Portugiesen misstraute den kastilischen Autonomieversprechen und war gegen eine Vereinigung des Landes mit Kastilien. Mit der Revolution von 1383 wurde Leonore nach nur sechs Wochen Herrschaft gestürzt. Johann von Avis stellte sich an die Spitze der Aufständischen, tötete eigenhändig den Liebhaber Leonores und zwang diese ins kastilische Exil. Als der kastilische Johann darauf mit einer großen Armee nach Portugal einmarschierte, wurde Johann von Avis von den Cortes zum „Verteidiger des Vaterlandes“ ernannt.
Im Jahr 1385 kam es zur entscheidenden Schlacht von Aljubarrota, bei der die Portugiesen unter Führung Johanns von Avis und seines Generals, des später heiliggesprochenen Nuno Álvares Pereira, einer zahlenmäßig stärkeren und besser ausgerüsteten kastilischen Armee gegenüberstanden. Mit Hilfe der verbündeten Engländer gelang es Johann von Avis, Kastilien zu schlagen. Damit waren kastilische Versuche, sich Portugal einzuverleiben, dauerhaft abgewehrt und die Unabhängigkeit Portugals gerettet. Die Ständeversammlung (Cortes) proklamierte Johann von Avis zum neuen König des Landes. Zum Gedenken an die gewonnene Entscheidungsschlacht stiftete Johann das Kloster Santa Maria da Vitória in Batalha, wo sich auch seine Grabstätte befindet.

## Nachfolge
Johann wurde Stammvater zweier portugiesischer Königsdynastien. Er war Begründer des Hauses Avis, das Portugal bis 1580 regierte. Auf seinen nichtehelichen Sohn Alfons, den ersten Herzog von Braganza, führt sich das Haus Braganza zurück, das Portugal von 1640 bis 1853 regierte. Mit seinem Sohn Heinrich dem Seefahrer begann für Portugal das Zeitalter der Entdeckungen.

## Rezeption
Johann I. gilt in der Geschichtsschreibung als kluger und machtbewusster Herrscher, der aber persönlich umgänglich und dank seiner geistlichen Erziehung außerordentlich gebildet war.
Der deutsche Schriftsteller Reinhold Schneider zeichnet in seinem Roman Die silberne Ampel (Köln-Olten 1956), der primär das Leben von Nuno Álvares Pereira zum Inhalt hat, ein anschauliches Bild der Epoche Johanns I.

## Familie
Um das Bündnis mit England zu sichern, heiratete Johann 1387 Philippa of Lancaster, eine Tochter von John of Gaunt, 1. Duke of Lancaster und somit Enkeltochter König Eduards III. von England. Mit ihr hatte er folgende Kinder:
- Branca (* 13. Juli 1388; † 1389)
- Alfons (* 30. Juli 1390; † 22. November 1400)
- Eduard I. (* 31. Oktober 1391; † 9. September 1438)
- Peter von Portugal (* 9. Dezember 1392; † 20. Mai 1449), Herzog von Coimbra und Regent von Portugal
- Heinrich der Seefahrer (* 4. März 1394; † 13. November 1460)
- Elisabeth (Isabel) (* 21. Februar 1397; † 17. Dezember 1471), sie heiratete 1430 Herzog Philipp III., den Guten, von Burgund und war die Mutter von Karl dem Kühnen (Haus Burgund)
- Branca
- Johann von Portugal (* 13. Januar 1400; † 18. Oktober 1442)
- Ferdinand von Avis (* 29. September 1402; † 5. Juni 1443)

Zudem war er Vater folgender unehelichen Kinder:
- (mit Inês Pires) Alfons von Braganza, 1. Herzog von Braganza und Stammvater des Hauses Braganza (* 1377; † 1461),
- (mit Inês Pires) Beatriz (* um 1386; † 23. Oktober 1439), verheiratet mit Thomas Fitzalan, 12. Earl of Arundel (Haus FitzAlan), und John Holland, 1. Duke of Exeter (Haus Holland)
- Branca (* 1378; † 1379)